# TCPView
TCPView — небольшая бесплатная утилита для операционных систем Microsoft Windows, разработанная Sysinternals, не требующая установки, которая показывает детальный список всех процессов TCP, UDP и TCPV6 интернет-соединений, а также удалённые адреса, с которыми были установлены соединения.

## Описание
TCPView является более гибким и простым в использовании дополнением к утилите Netstat, которая включена в стандартную поставку операционной системы Microsoft Windows.
Утилита выводит список конечных точек (endpoints) всех установленных в системе соединений по протоколам TCP, UDP и TCPV6, а также предоставляет детальное описание к ним, в числе которых удалённые адреса, состояние подключений, открытые порты и какие приложения их используют, и в случае необходимости, мгновенно их разорвать (к примеру, при обнаружении шпионской программы или вируса), определить по IP-адресу доменное имя и многое другое.
TCPView способна работать на Windows 95 при наличии установленного пакета обновлений Winsock 2.

## Tcpvcon
В стандартный дистрибутив TCPView включена программа «Tcpvcon» с аналогичными техническими возможностями, но предназначенная для работы из командной строки.
Параметры командной строки для Tcpvcon:
- -a — вывод всех конечных точек.
- -c — печать полученных результатов в формате CSV.
- -n — не выполнять разрешение адресов.